# Ганс Шаффнер
Ганс Шаффнер (нім. Hans Schaffner; 16 грудня 1908, Інтерлакен, кантон Берн, Швейцарія — 26 листопада 2004, Греніхен, кантон Ааргау, Швейцарія) — швейцарський політик, президент.
Отримав юридичну освіту в Університеті Берна. З 1934 року працював у Вищому апеляційному суді в Берні, потім у Торгово-промисловій асоціації Берна. З 1938 по 1941 рік обіймав посаду в Федеральному відомстві з питань промисловості, торгівлі та праці. У 1941—1946 роках був одним з керівників військової економіки. З 1946 року працював у відділі торгівлі Федерального департаменту економіки, а в 1954 році очолив відділ. Відіграв значну роль у створенні Європейської асоціації вільної торгівлі (ЄАВТ) в 1958 році, в яку увійшли сім країн, які не увійшли в Європейське економічне співтовариство. У червні 1961 року Шаффнер обраний до Федеральної ради (уряд) Швейцарії, де керував економічним департаментом.